# 奥地利联邦纪律局
奥地利联邦纪律局（德語：Bundesdisziplinarbehörde），联邦纪律管理局是奥地利在联邦总理府设立的一个机构，作为联邦公务员的纪律管理机构，它将负责发布纪律处分决定和决定停职。 自2020年10月1日起，它接管了之前在联邦各部和各对等机构设立的纪律委员会的程序，自此负责约80千名联邦公务员的纪律处分工作。